# Улаан-Цутгалан (водопад)
Улаан-Цутгалан (монг. Улаан-Цутгалан) — водопад высотой 24 метра на реке Улаан (правом притоке реки Орхон).
Расположен в восточных отрогах хребта Хангай юго-западнее Хархорина возле посёлка Хужирт. Описан в 20-х годах XX века экспедицией Пётра Кузьмича Козлова. Изначально назывался «Водопад экспедиции Козлова».
Происхождение, предположительно, вулканическое. Водопад находится в 100 метрах от реки Орхон. Ширина потока 12 метров. Есть сведения, что в засушливые годы водопад пересыхает, так как питающая его река, по-видимому, имеет дождевое питание.